# You're Beautiful (série télévisée)
Cet article concerne la série télévisée. Pour la chanson, voir You're Beautiful.
You're Beautiful (en coréen : 미남이시네요 ; littéralement : Il est beau ; titre international : You're Beautiful), est une série télévisée sud-coréenne en seize épisodes de 65 minutes créée par Hong Jung Eun et Hong Mi Ran, et diffusée du 7 octobre 2009 au 26 novembre 2009 sur SBS. La série a également été mise en ligne sur la chaîne YouTube officielle de SBS.

## Synopsis
Lorsque le leader du boys band A.N.JELL, Hwang Tae Kyung, subit des problèmes de voix, le directeur du label décide d'intégrer un autre membre. Ce dernier, Ko Mi-nam, est encensé pour son timbre très aiguë, presque féminin.
Mais, au dernier moment, le nouveau venu est contraint de partir aux États-Unis : sur place, il doit subir une opération en toute discrétion. Mi-nam ne peut donc pas être présent le jour où il doit signer son contrat...
Son manager, Mr. Ma, décide alors de tout mettre en œuvre afin que sa sœur jumelle, Ko Mi-nyo, se fasse passer pour son frère durant un mois. L'intéressée a été élevée avec son frère dans un orphelinat ; loin des préoccupations des jeunes filles de son âge, elle vit actuellement dans une abbaye et est sur le point de prononcer ses vœux.
Pour ne pas ruiner la carrière de son jumeau et avoir une chance supplémentaire de retrouver leur mère, elle accepte d'endosser l'identité de Mi-nam.
Débarquée dans un monde dont elle ne maîtrise ni les codes ni les enjeux, Mi-nyo se révèle naïve et maladroite mais exceptionnellement douée en chant. L'audition s'avérant un succès, l'adolescente doit désormais cohabiter avec le reste de la bande : Tae Kyung, Jeremy et Kang Shin Woo. Ce dernier perce très vite son secret mais décide de garder le silence, à l'insu de Mi-nyo et du groupe.
Mais quand Tae Kyung, dont Mi-nyo est tombée amoureuse, la démasque, les choses se compliquent... Entre les fans, les aléas du show-biz, les secrets familiaux et les problèmes de cœur, Mi-nyo va voir son quotidien bouleverser.

## Distribution
- Les membres d'A.N.JELL :
  - Park Shin-hye : Ko Mi-nam (homme) / Ko Mi-nyo (femme)
  - Jang Geun-suk : Hwang Tae Kyung
  - Lee Hong-ki : Jeremy
  - Jung Yong Hwa : Kang Shin Woo
- L'entourage professionnel d'A.N.JELL :
  - UEE : Yoo Haï, une actrice éprise de Tae Kyung et rivale de Mi-nyo
  - Bae Geu Rin : Sa Yu Ri, la présidente du fan club
  - Kim In Kwon : Ma Hoon Yi, le manager de Mi-nam
  - Jung Chan : Mr. Ahn, le directeur du label
  - Choi Soo Eun : Wang Kko Di, la styliste du groupe
  - Tae Hwang : Staff
- Autres :
  - Choi Ran : Ko Mi-ja, la tante de Mi-nam et Mi-nyo
  - Kim Sung Ryung : Mo Hwa-ran, la mère de Tae Kyung
  - Jang Won-young : Kim Young-ho, paparazzi au Nara Daily News

## Récompenses
- 2009 SBS Drama Awards : Top Ten Star Award (Jang Geun-suk)[2]
- 2009 SBS Drama Awards : Netizen Highest Popularity Award (Jang Geun-suk)[2]
- 2009 SBS Drama Awards : New Star Award (Park Shin-hye)[2]
- 2009 SBS Drama Awards : New Star Award (Lee Hong-ki)[2]
- 2009 SBS Drama Awards : New Star Award (Jung Yong Hwa)[2]

## Diffusion internationale
- SBS (2009)
- ABS-CBN (2010)
- Indosiar
- HTV3
- Fuji Television / BS Japan
- E City / Mediacorp Channel U
- UTV / ETTV
- TVB
- SERTV Canal 11
- SBS International/Pasiones USA
- All TV
- Pasiones

## Remakes
- Ikemen desu ne (美男ですね, TBS, 2011) : adaptation japonaise. L'acteur Jang Geun-suk fait une apparition dans l'épisode 8.
- Fabulous Boys (en) (GTV, 2013) : adaptation taïwanaise. L'actrice Park Shin-hye réalise un caméo dans le premier épisode.